# Anticlea insignis
Anticlea insignis är en fjärilsart som beskrevs av Leo Andrejewitsch Sheljuzhko 1955. Anticlea insignis ingår i släktet Anticlea och familjen mätare. Inga underarter finns listade i Catalogue of Life.